# Comunanza
Pour les territoires appartenant à plusieurs communes en Suisse, voir Kommunanz.
Comunanza est une commune italienne d'environ 3 020 habitants, située dans la province d'Ascoli Piceno, dans la région des Marches, en Italie centrale.

## Géographie
Le territoire communal est situé dans le district des monts Sibyllins, près des Apennins de l’Ombrie et des Marches, et est traversé par le fleuve Aso.
Il a une superficie de 54,4 km²

## Histoire

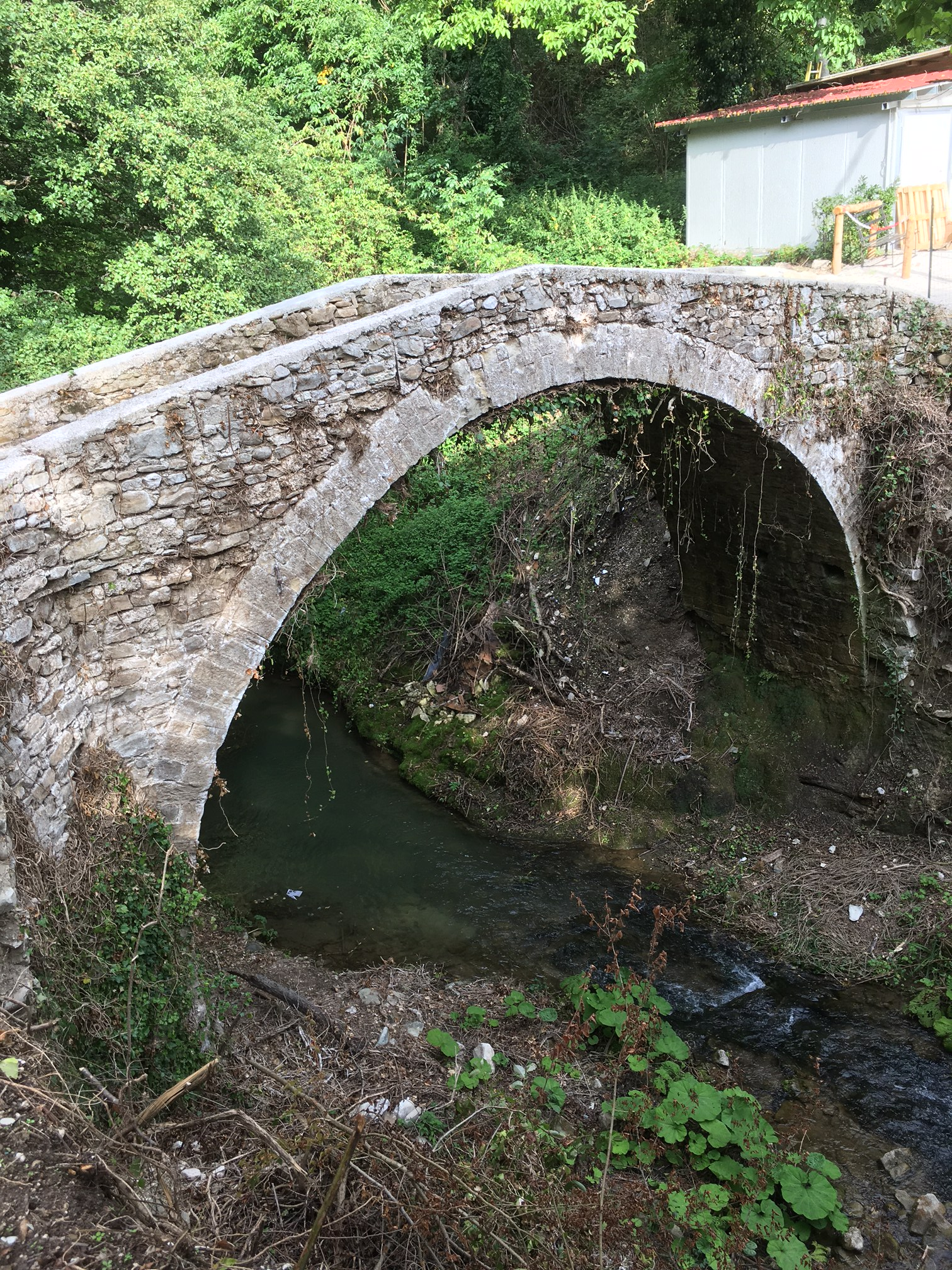
Le Pont romain du lieu-dit Gerosa

Les campagnes de recherche menées par l’Université de Pise entre 2014 et 2015 ont cependant révélé que, dans la zone aujourd’hui occupée par Comunanza, située sur la rive gauche du fleuve Aso, se trouvait l’ancienne et importante ville de Novana.
Dans la zone urbaine de Comunanza et sur le territoire municipal, d’importants vestiges de l’époque romaine ont été découvertsnen 2019. Ont également été identifiés un four romain dans le hameau Colle Terme, une nécropole romaine dans le hameau Santa Maria, des restes d’objets en céramique, ainsi que des restes de murs en opus caementicium, un cadre de temple et un fragment d’édicule en calcaire dans le centre historique. Dans le hameau Gerosa se trouve un pont d’époque romaine à dos d’âne, qui unit les deux rives du fleuve Aso le long du tracé de l’ancienne Via Salaria Gallica.
Novana prit d’abord la dignité de forum, puis fut élevée à praefectura et enfin à municipium, c’est-à-dire le principal centre administratif de l’Ager Novanensis[7], inséré dans la Regio V Picenum de l’Italie romaine.
L’Ager Novanensis apparaissait délimité au nord par le cours du fleuve Tennacola, au nord-est par le fleuve Tenna, au sud-est par le fossé de l’Enfer (qui sépare actuellement les territoires de Montefalcone Appennino et de Santa Vittoria in Matenano)enfin, au sud par la rivière Aso et à l’ouest par les monts Sibillini (Tetrica ou Tetricus Mons). Le territoire de Novare comprenait donc des zones appartenant aujourd’hui aux communes de Comunanza, Amandola, Montefalcone Appennino, Montefortino, Montemonaco, Monte San Martino, Sarnano et Smerillo[36].

## Monuments et patrimoine
L'église Sainte Catherine d'Alexandrie ("Chiesa di Santa Caterina d'Alessandria") possède un orgue baroque du XVIe siècle très rare dans la région. Construit vers 1600 par un Facteur d'Orgue non identifié, il a tout d'abord été installé dans l'église de Loreto. Vers 1800, le facteur Odoardo Cioccolani a ajouté de nouveaux jeux à l'instrument, qui sera installé dans la tribune de l'église de Comunanza en 1831. L'orgue a été entièrement restauré en 2015 par Michel Formentelli. Il possède 30 jeux, répartis sur 2 claviers manuels et un pédalier. En plus de l'accompagnement des 
offices, l'instrument est utilisé pour de nombreux concerts.

## Personnalité liées à la Commune
- Antonio Amorosi (Comunanza, 25 mars 16601 – Rome, 5 octobre 1738) est un peintre italien du baroque tardif (rococo) qui a été actif à Ascoli Piceno et à Rome.
- Giuseppe Ghezzi
- Sebastiano Ghezzi

## Administration
| Période                                  | Période | Identité | Étiquette | Qualité |
| ---------------------------------------- | ------- | -------- | --------- | ------- |
|                                          |         |          |           |         |
| Les données manquantes sont à compléter. |         |          |           |         |

### Communes limitrophes
Amandola, Force (Italie), Montefalcone Appennino, Montefortino, Montegallo, Montemonaco, Palmiano, Roccafluvione